# Arkaitz Durán
Pour les articles homonymes, voir Duran et Aroca.
Durán  Aroca est un nom espagnol. Le premier nom de famille, en général paternel, est Durán ; le second, en général maternel, souvent omis, est Aroca.
Arkaitz Durán Aroca (né le 19 mai 1986 à Vitoria-Gasteiz) est un coureur cycliste espagnol.

## Palmarès

### Par année
- 2001
  - Aiarako Bira
- 2002
  - 2e de l'Aiarako Bira
  - 3e du championnat d'Espagne de cyclo-cross cadets
- 2003
  - 2e du Premio Primavera juniors
- 2004
  - Premio Primavera juniors
  - 2e de la Bizkaiko Itzulia
- 2011
  - 2e du Trofeo Inca
- 2012
  - Champion du Pays basque du contre-la-montre
  - Mémorial Cirilo Zunzarren
  - Clásica San Rokillo
  - Mémorial José Ciordia
  - San Gregorio Saria
  - Subida a Urraki
  - 4e et 5e étapes du Tour de Navarre
  - Gran Premio San Antonio
  - Semana Burgalesa de Ciclismo
  - 1re étape du Tour de Zamora
  - Pampelune-Bayonne
  - Trofeo Santiago en Cos
  - Classement général du Tour d'Ávila
  - Subida a Altzo
  - Xanisteban Saria
  - 3e étape du Tour de Galice
  - Classement général du Tour de Cantabrie
  - 2e du Trofeu Joan Escolà
  - 2e du Mémorial Juan Manuel Santisteban
  - 2e du Tour de Zamora
  - 3e du Trofeo San Antonio
  - 3e du Tour du Piémont pyrénéen
  - 3e du Torneo Euskaldun
- 2013
  - 3e étape de la Clássica de Amarante
  - Troféu Concelhio Oliveira Azemeis
  - 2e de la Clássica de Amarante
  - 2e du Mémorial Bruno Neves
  - 2e de la Coupe du Portugal
  - 3e de la Prova de Abertura
- 2014
  - Prologue du Grand Prix Abimota
  - 2e du Grand Prix Abimota

### Résultats sur les grands tours

#### Tour de France
1 participation 
- 2010 : 81e

#### Tour d'Espagne
3 participations 
- 2007 : abandon (9e étape)
- 2009 : 40e
- 2010 : hors-délais (2e étape)

### Classements mondiaux
| Année           | 2011 | 2012  | 2013 |
| --------------- | ---- | ----- | ---- |
| UCI Europe Tour | 285e | 1141e | 502e |